# تاكويا نوزاوا
تاكويا نوزاوا (باليابانية: 野沢 拓也) (12 أغسطس 1981 في إيباراكي في اليابان – )؛ هو لاعب كرة قدم ياباني سابق كان يلعب كلاعب وسط.

## وصلات خارجية
- تاكويا نوزاوا على موقع الاتحاد الدولي (مؤرشف)  (الإنجليزية)
- تاكويا نوزاوا على موقع رابطة كرة القدم اليابانية للمحترفين (اليابانية)
- تاكويا نوزاوا على موقع قاعدة بيانات كرة القدم.إي يو (الإنجليزية)
- تاكويا نوزاوا على موقع Soccerway.com (الإنجليزية)
- تاكويا نوزاوا على موقع عالم كرة القدم.نت (الإنجليزية)
- تاكويا نوزاوا على موقع كووورة